# 萧思温
萧思温（？—970年），小字寅古，辽国名臣，辽世宗时遼朝北府宰相及駙馬，历史上著名的契丹萧太后蕭綽的父親 。
宰相蕭敵魯的族弟忽没里之子。通书史。辽太宗时为奚秃里太尉，娶了太宗的长女燕国公主吕不古，为群牧都林牙。遼史載：“思温在军中，握笄修边幅，僚佐皆言非将帅才。寻为南京留守。 ”
辽景宗继位后，因為蕭思溫擁戴有功，將其三女蕭綽选为贵妃，保宁元年（969年），蕭綽被封为皇后，加封蕭思溫為尚书令，封魏王。次年，从帝猎闾山，为贼所害。

## 家庭
- 妻燕國大長公主呂不古，为辽太宗长女。
- 长女萧胡辇，辽穆宗的弟弟太平王耶律罨撒葛妻
- 次女萧氏，辽穆宗的堂弟赵王耶律喜隐妻
- 三女萧绰，辽景宗耶律賢的皇后
- 养子萧继先，原为萧思温侄子。

## 影視形象
- 2020年《燕雲台》：劉奕君飾演

## 延伸阅读
[在维基数据编辑]
 《遼史·卷78》，出自脱脱《遼史》